# Dietger Hahn
Dietger Hahn (ur. 4 kwietnia 1935 w Berlinie, zm. 13 listopada 2017 tamże) – niemiecki ekonomista, profesor Uniwersytetu Technicznego w Berlinie. Napisał 8 książek i liczne artykuły. Otrzymał w 1992 tytuł doktora honoris causa Uniwersytetu Łódzkiego.
Studiował inżynierię przemysłową i metalurgię na Uniwersytecie Technicznym w Berlinie. Doktorat uzyskał w styczniu 1962 roku. Od 1969 wykładał jako profesor zwyczajny na Wydziale Ekonomii Uniwersytetu w Gießen. W 1989 równolegle z profesurą na Uniwersytecie w Gießen, przyjął nominację na stanowisko profesora honorowego Uniwersytetu Technicznego w Berlinie w dziedzinie planowania korporacyjnego i zarządzania przemysłowego. W 2002 otrzymał tytuł doktora honoris causa Uniwersytetu Technicznego w Berlinie. 